# Blazejovsky László
Blazejovsky László (Budapest, 1910. – ?) magyar válogatott jégkorongozó.
A magyar jégkorong-válogatottal 6 jégkorong-világbajnokságon vett részt. Az 1937-es világbajnokságon érték el a legjobb helyezést, az 5. helyet. Az 1930-as és az 1934-es világbajnokságon a 6. helyen, míg az 1931-es és 1933-ason a 7. helyen végeztek. A legrosszabb szereplés az 1935-ös jégkorong-világbajnokságon volt, ahol a 11. helyen végeztek. A hiányos statisztikák miatt csak 13 mérkőzésről van adat és azokon 4 gólt lőtt.